# 先天性無痛無汗症
先天性無痛無汗症（せんてんせいむつうむかんしょう、英: congenital insensitivity to pain with anhidrosis、CIPA）とは、運動麻痺を伴わない、全身の無痛を主症状とする疾患である。温痛覚障害に自律神経障害を合併する遺伝性疾患を、遺伝性感覚性自律神経性ニューロパチーと呼ぶが、このうちIV型とV型が本疾患に相当する。IV型は全身の温痛覚消失に、全身の発汗低下または消失、様々な程度の精神発達遅滞を示す疾患である。V型は比較的軽度であり、全身の温痛覚消失を示すものの、発汗低下や精神発達遅滞を伴わない。しかしながら、IV型と診断される患者の中にも精神発達遅滞がごく軽度の患者がいる。また、V型と診断される患者の中にも、軽度の発汗の低下を示す患者もいる。そのため、これらはオーバーラップする型と考えられ始めた。
難病法の指定難病として、重症例が助成の対象となった。

## 原因
遺伝性疾患であり、常染色体劣性で遺伝する。IV型はNTRK1（Neuropathic Tyrosine Kinase Receptor Type 1）の変異が証明されているものの、症状に結びつく詳細メカニズムは未判明である。V型はNGFB（Nerve Growth Factor Beta）の変異があり、軽症の症状を示すヘテロ結合の患者も報告例がある。いずれも末梢神経の小径有髄線維（Aδ線維）および無髄線維（C線維）の減少が報告されている。中枢神経系の機序は明らかでない。近年IV型とV型はオーバーラップする型とみなされ始めており、IV型と考えられる患者でNGFBの変異が証明されることがある。またV型とほぼ同一の表現型を示す、SCN9A（Sodium Channel、Voltage-gated、α Subunit）の変異を示す報告例もある。
逆にNGFの研究から鎮痛薬の開発を行おうとする研究も存在する。

## 症状
大まかには名称の通りで、痛みを感じず、汗もかかないというものである。全身の温覚、痛覚が消失することにより、様々な症状を引き起こす。温痛覚による防御反応が欠如することが患者の実生活に深刻な影響を与える。皮膚、軟部組織、骨、関節に様々な外傷を受けやすく、また受傷に気付かずに重症化することもありうる。皮膚、軟部組織の外傷には、口腔粘膜や舌の損傷、眼の角膜損傷、全身の熱傷や凍傷を含む。具体的には知らずに舌を噛み切る例さえある。骨関節では、下肢を中心に骨折、脱臼、骨壊死、関節破壊（Charcot関節）などが多発し、下肢機能が衰える。その結果として、歩行能力が大きく低下する。
特にIV型で発汗低下がある場合は重度である。体温の制御ができないうちに脳症を引き起こし、中には小児期に亡くなる患児も出ている。発汗低下は、皮膚の潰瘍の形成にもつながる。
また、精神発達遅滞には適応障害、広汎性発達障害を合併することもあり、痛覚低下と相まって自傷行為が問題になることもありうる。自分のみならず相手側が痛みを感じるということへの理解も欠如することが、社会生活にとって問題となる。自律神経系の症状として、睡眠障害や周期性の嘔吐を示す患者もいる。また機序は不明であるが、易感染性が存在すると考えられる。
それゆえ、健常者並みの基礎的な運動能力はあっても体温上昇のために運動は不可能であり、プールでの水泳のような体温上昇を伴わない運動しかできない。ただし、プールでは逆に低体温症に注意する必要がある。

## 鑑別診断
同じく侵された部分の皮膚に感覚がない、ハンセン病におけるいちじるしい手足の外傷に似ているため、ハンセン病療養所に誤診で入所した例がある。
- 非らい（英: non-leprosy）とは、ハンセン病療養所に入所しているハンセン病患者以外の患者、またその病名である。レックリングハウゼン病、関節リウマチ、熱傷瘢痕、PSS、全身性無感覚症[注釈 4]、離断性角化症などがある。